# Reprezentacja Chorwacji w piłce nożnej mężczyzn
Reprezentacja Chorwacji w piłce nożnej mężczyzn (chor. Reprezentacija Hrvatske u nogometu za muškarce) – narodowy zespół piłkarzy nożnych Chorwacji. Pierwszy raz zasady gry oraz sam mecz piłkarski zaprezentowali na terenie dzisiejszej Chorwacji angielscy robotnicy, którzy w 1873 roku budowali fabrykę w Rijece.
Wprawdzie krajowa federacja piłkarska powołana została już w roku 1912, ale aż do 1990 roku piłkarze urodzeni w Chorwacji grali w reprezentacji Jugosławii. W latach 1941–1945 wydzielone było Niepodległe Państwo Chorwackie, które w istocie znajdowało się pod wpływem państw Osi. Krótko przed rozpoczęciem II wojny światowej sportowe reprezentacje Chorwacji dostały pozwolenie na występy pod flagą własnego kraju, właśnie wtedy drużyna narodowa rozegrała mecz, który czasem uznawany jest za pierwszy w jej niepodległej historii. Zwycięskie spotkanie ze Szwajcarią (4:0) odbyło się w Zagrzebiu 2 kwietnia 1940 roku. Niepodległa Chorwacja powstała 25 czerwca 1991 roku, choć już od 1990 roku reprezentacja ponownie rozgrywała mecze, jednak związek piłkarski wtedy nie był jeszcze członkiem FIFA ani UEFA.
Od początku lat 90. reprezentacja sześciokrotnie awansowała do finałów mistrzostw Europy (1996, 2004, 2008, 2012, 2016, 2020), oraz mistrzostw świata (1998, 2002, 2006, 2014, 2018 i 2022). Największy sukces odniosła na Mundialu 2018 dochodząc do finału i zdobywając srebro. Na Mundialu 1998 z kolei, kiedy drużyna chorwacka prowadzona była przez Miroslava Blaževicia zdobyła ona brązowy medal, a Davor Šuker został królem strzelców turnieju.
Po nieudanym Mundialu 2006 selekcjonerem został ich kolega z brązowej drużyny Slaven Bilić. Nie przeprowadził kadrowej rewolucji, w pierwszej jedenastce wciąż grali najczęściej najbardziej doświadczeni piłkarze. Bilicia broniły jednak wyniki – od sierpnia 2006 do lutego 2007 roku reprezentacja w sześciu spotkaniach nie poniosła ani jednej porażki, a pokonała m.in. mistrzów świata Włochów oraz – w eliminacjach do Euro 2008 – Anglię.
Po nim chorwacką ekipę prowadzili kolejno Igor Štimac, Niko Kovač i Ante Čačić. Obecnie trenerem Chorwatów jest Zlatko Dalić.

## Historia

### Początki futbolu w Chorwacji
Piłka nożna w Chorwacji pojawiła się pod koniec XIX wieku. Pierwsze chorwackie kluby – PNiSK (Prvi Nogometni i Sportski Klub, tj. Pierwszy Piłkarski i Sportowy Klub) oraz HASK (Hrvatski Akademski Sportski Klub, tj. Chorwacki Akademicki Klub Sportowy) – powstały w roku 1903. Oba miały swoją siedzibę w stolicy kraju Zagrzebiu. Trzy lata później właśnie te zespoły rozegrały pierwszy odnotowany w oficjalnych statystykach mecz w Chorwacji. Spotkanie zakończyło się remisem 1:1. Zainteresowanie piłką nożną stopniowo wzrastało. Wkrótce pojawiły się kolejne kluby, m.in. Slavija Trsat (1905), Concordia Zagrzeb (1906), Segesta Sisak (1907), Croatia Zagrzeb (1907), Hajduk Split (1911) i Gradjanski Zagrzeb (1911). 
Drużyna narodowa zadebiutowała na arenie międzynarodowej, na razie nieoficjalnie, w 1907 roku dwumeczem ze Slavią Praga. Pięć lat później został założony Chorwacki Związek Piłki Nożnej, który jeszcze w tym samym roku zainaugurował rozgrywki ligowe. Pierwszym mistrzem kraju był HASK Zagrzeb. 
Po I wojnie światowej, po przyłączeniu Chorwacji do królestwa SHS, utworzono Jugosłowiański Związek Piłki Nożnej, który był piłkarską centralą dla wszystkich trzech drużyn narodowych. Prezesem związku został Chorwat, były prezydent HASK-u Zagrzeb Hinko Wurth. W pierwszych jugosłowiańskich rozgrywkach ligowych zwyciężył chorwacki Gradjanski Zagrzeb, który wygrywał jeszcze czterokrotnie (1926, 1928, 1937 i 1940). Ponadto mistrzostwo kraju zdobywały Hajduk Split (1927 i 1929), Concordia Zagrzeb (1930 i 1932) oraz HASK (1938). Drużyny z Chorwacji grały w lidze jugosłowiańskiej do 1940 roku.

### Lata 1940–1944 – Piłka nożna na tle wojennej zawieruchy
W roku 1941 faszystowskie ugrupowanie ustaszy na czele z Ante Paveliciem przejęło władzę w Chorwacji oraz ogłosiło niepodległość kraju. Niezależne Państwo Chorwackie (NDH), sprzymierzone z Niemcami, istniało do maja 1945 roku, kiedy zostało zlikwidowane przez armię jugosłowiańską.
W tym czasie rozgrywała swoje mecze reprezentacja Chorwacji. Jej rywalami byli zazwyczaj drużyny narodowe krajów będących pod kontrolą Niemiec lub państw, które zachowały neutralność. Zadebiutowała już 2 kwietnia 1940 roku spotkaniem ze Szwajcarią w Zagrzebiu, ale w 1940 roku wychodziła na boisko jeszcze jedynie trzy razy. W 1941 roku Chorwaci zostali przyjęci do FIFA. Od 1940 do 1944 roku rozegrali w sumie dziewiętnaście meczów, w których dziewięć razy wygrywali, cztery remisowali i sześciokrotnie przegrywali. Dwukrotnie ulegli Niemcom nazistowskim (po 1:5) i raz drużynie faszystowskich Włoch (0:4). Silniejsi okazali się m.in. od Bułgarów (6:0) i Słowaków (6:1 i 7:3).
W tym czasie, dla drużyn klubowych krajów zaprzyjaźnionych z Państwami Osi, powołano tzw. Europejski Puchar Piłkarski. W 1944 roku w jego finale grał chorwacji Gradjanski Zagrzeb, który w najważniejszym meczu przegrał z węgierskim Nagyvaradi FC 0:4. Gradjanski cieszył się sympatią Ante Pavelicia, a niektórzy piłkarze tego klubu, m.in. Ivan Hitrec i Zvonimir Cimermancić, byli aktywnymi współpracownikami reżimu. Ośrodkiem opozycji był za to Hajduk Split, którego sympatycy w pewnym momencie zmuszeni zostali do ucieczki na wyspę Vis, strzeżoną przez okręty armii brytyjskiej. 
W roku 1945, kiedy partyzanci jugosłowiańscy wyzwolili Chorwację spod kontroli niemieckiej, większość klubów zostało rozwiązanych, a ich archiwa zniszczono.

### Lata 1945–1990 – W barwach Jugosławii
Po II wojnie światowej Chorwacja została włączona do Socjalistycznej Federalnej Republiki Jugosławii. Podobnie jak i rola państwa, tak i piłki nożnej została zmarginalizowana. Chorwaccy zawodnicy od 1945 do 1990 roku występowali w barwach reprezentacji Jugosławii.
Na terenie Zagrzebia niedługo po wojnie z graczy HASK-u, Gradjanskiego i Concordii powstało Dinamo Zagrzeb, które do 1991 roku trzykrotnie wygrywało rozgrywki ligowe w komunistycznej Jugosławii (1948, 1954 i 1958). W latach 60. Dinamo stanowiło istotną siłę nie tylko futbolu na Bałkanach, ale i w całej Europie. W 1963 roku zespół prowadzony przez Milana Antolkovicia awansował do finału Pucharu Miast Targowych, w którym przegrał w dwumeczu (1:2 i 0:2) z Valencią. Cztery lata później drużyna, którą trenowali najpierw Branko Zebec, późniejszy szkoleniowiec m.in. Bayernu Monachium i HSV (z oboma zdobył tytuł mistrza Niemiec), a potem Ivan Horvat, wygrał Puchar Miast Targowych, pokonując w ostatnim spotkaniu Leeds United (2:0 i 0:0). Oprócz Dinama tytuł mistrza kraju zdobywał Hajduk Split (1950, 1952, 1955, 1971, 1974, 1975 i 1979).
Kilku chorwackich piłkarzy znalazło się w kadrach reprezentacji Jugosławii, kiedy ta zdobywała w 1960 roku złoty medal olimpijski i trzykrotnie grała w finałach mistrzostw świata. W 1962 roku współkrólem strzelców mundialu został Chorwat Dražan Jerković. 
Reprezentacji Chorwacji w ciągu tych czterdziestu pięciu lat pozwolono rozegrać tylko jeden mecz – we wrześniu 1956 roku, po "odwilży" w krajach komunistycznych. Rywalem Chorwatów była Indonezja, którą pokonali 5:2.

### 1996 – ćwierćfinał mistrzostw Europy
Reprezentacja Chorwacji trafiła w eliminacjach Euro 96 do grupy D razem z Włochami, Litwą, Ukrainą, Słowenią, oraz Estonią. Zajęli w niej pierwsze miejsce z dwudziestoma trzema punktami (Włosi mieli tyle samo punktów, o ostatecznej kolejności zadecydował bilans bramkowy i zwycięstwo Chorwatów w bezpośrednim spotkaniu), po siedmiu zwycięstwach (dwukrotnie z Estonią 2:0 i 7:1, Słowenią 2:0 i 2:1), raz Włochami (2:1), Ukrainą (4:0), i Litwą (2:0), dwóch remisach: z Litwą (0:0) i Włochami (1:1), oraz jednej porażce z Ukrainą (0:1), i awansowali do turnieju głównego.
Na Mistrzostwach Europy Chorwaci pod wodzą Miroslava Blaževicia znaleźli się w grupie D razem z Portugalią, Danią i Turcją. Po dwóch zwycięstwach (z Turcją 1:0) oraz Danią (3:0) i jednej porażce z Portugalią (0:3) z sześcioma punktami na koncie awansowali z drugiego miejsca do następnej fazy turnieju. W ćwierćfinale spotkali się z reprezentacją Niemiec z którą przegrali 1:2, żegnając się tym samym z mistrzostwami. Jedyną bramkę dla reprezentacji Chorwacji w tym meczu zdobył Davor Šuker. 

### 1998 – brązowy medal mistrzostw świata
Chorwacja przystąpiła do eliminacji do Mistrzostw Świata we Francji w grupie z Danią, Grecją, Bośnią i Hercegowiną oraz Słowenią. Była zaliczana, obok Danii, do faworytów grupy. Eliminacje piłkarze trenera Blaževicia rozpoczęli od zwycięstwa na neutralnym gruncie z reprezentacją Bośni i Hercegowiny 4:1. Następne 2 mecze Chorwaci odbyli jako gospodarze i obydwa skończyły się wynikiem 1:1 z reprezentacjami Grecji oraz Danii. Kolejny mecz w Splicie ze Słowenią Chorwaci zremisowali 3:3. Po serii remisów w końcu wygrali wyjazdowy mecz z Grecją 1:0. Po kolejnym zwycięstwie z reprezentacją Bośni i Hercegowiny (3:2 w Zagrzebiu) Chorwaci poważnie włączyli się do rywalizacji o 1. miejsce w grupie. Wyjazdowy mecz z Danią skończył się jednak wynikiem 1:3 i Chorwatom w zasadzie pozostało pewne 2. miejsce i możliwość baraży. Ostatni mecz w Lublanie z reprezentacją Słowenii wygrali 3:1, kończąc eliminacje na 2 miejscu. W barażach z faworyzowaną reprezentacją Ukrainy Chorwaci pokazali się z bardzo dobrej strony, nie dając szans rywalom u siebie, zwyciężając 2:0, a w rewanżu utrzymali przewagę z pierwszego spotkania remisując 1:1, zdobywając historyczny awans do Mistrzostw Świata we Francji. O sile reprezentacji decydował bramkarz Dražen Ladić, obrońcy Slaven Bilić, Robert Jarni, pomocnicy Robert Prosinečki, Zvonimir Boban i bramkostrzelny napastnik Realu Madryt Davor Šuker.
Dzięki sukcesowi w eliminacjach i wyeliminowaniu klasowej Ukrainy w barażach, w Chorwatach upatrywano „czarnego konia” tych mistrzostw. Chorwaci trafili do stosunkowo łatwej grupy z Argentyną oraz debiutującymi w mistrzostwach reprezentacjami Japonii i Jamajki. Mistrzostwa Chorwaci rozpoczęli od zwycięstwa z reprezentacją Jamajki 3:1. Strzelcem historycznej bramki dla Chorwatów był Mario Stanić. Także w kolejnym meczu z Japonią, Chorwaci po bramce Šukera zeszli z boiska jako zwycięzcy (mecz zakończony wynikiem 1:0). W meczu decydującym o wyjściu z grupy z 1. miejsca Chorwacja uległa Argentynie 0:1. W drugiej rundzie mistrzostw Chorwacja trafiła na reprezentację Rumunii, która w swojej grupie zostawiła w pokonanym polu m.in. utytułowanych Anglików oraz Kolumbijczyków. Chorwacja odniosła kolejny sukces, wygrywając 1:0 po golu z rzutu karnego niezawodnego Davora Šukera. W ćwierćfinale Chorwacja trafiła na reprezentację Niemiec, z którymi odpadli w 1/4 finału EURO 1996. W jednostronnym widowisku nie dali szans Niemcom (3:0 po bramkach Jarniego, Gorana Vlaovicia i Šukera). Rozpędzeni Chorwaci w półfinale czempionatu trafili na gospodarzy imprezy, Francuzów. Objęli prowadzenie po bramce Šukera, ale Francuzi po dwóch bramkach obrońcy Liliana Thurama odnieśli zwycięstwo 2:1, a Chorwatom pozostała walka z Holendrami o brązowy medal. Po bramkach Prosineckiego i Šukera dla Chorwacji oraz Zendena dla Holandii odnieśli największy sukces w historii swojej piłki, zdobywając brązowy medal Mistrzostw Świata. Królem strzelców z 6 bramkami na koncie został Davor Šuker.

### 2002 – faza grupowa mistrzostw świata
Chorwatom nie udało się zakwalifikować do Mistrzostw Europy w Belgii i Holandii w 2000 roku. Wzięli udział w eliminacjach do Mistrzostw Świata 2002 w Korei i Japonii. W swojej grupie eliminacyjnej (Belgia, Szkocja, Łotwa, San Marino) zajęli pierwsze miejsce tuż przed reprezentacją Belgii z 18 punktami na koncie po pięciu zwycięstwach i trzech remisach.
Na MŚ 2002 Chorwacja grała w grupie G razem z Meksykiem, Włochami i Ekwadorem. Po jednym zwycięstwie (z Włochami 2:1) i dwóch porażkach (z Meksykiem i Ekwadorem po 0:1) odpadli oni z turnieju już po fazie grupowej.

### 2004 – faza grupowa mistrzostw Europy
Chorwaci w eliminacjach do Euro 2004 znaleźli się w grupie z Bułgarią, Belgią, Estonią i Andorą. Zajęli w niej drugie miejsce za reprezentacją Bułgarii z dorobkiem szesnastu punktów na koncie, co oznaczało grę w barażach. Spotkali się w nich z reprezentacją Słowenii. Po remisie (1:1) w pierwszym spotkaniu, w rewanżu lepsi okazali się chorwaccy piłkarze (1:0), dzięki czemu awansowali oni na turniej.
Na mistrzostwach Europy w Portugalii Chorwacja trafiła do grupy B razem z Francją, Anglią i Szwajcarią. Po dwóch remisach (ze Szwajcarią 0:0 i Francją 2:2) oraz jednej porażce (z Anglią 2:4) z dwoma punktami na koncie zajęli trzecie miejsce i odpadli z turnieju.

### 2006 – faza grupowa mistrzostw świata
W eliminacjach do mistrzostw świata 2006 Chorwacja trafiła do grupy 8 razem ze Szwecją, Bułgarią, Węgrami, Islandią i Maltą. Zajęli w niej pierwsze miejsce z dwudziestoma czterema punktami na koncie po siedmiu zwycięstwach i trzech remisach co pozwoliło im automatycznie awansować do turnieju głównego.
Na niemieckich boiskach przyszło im grać w grupie F razem z Brazylią, Australią i Japonią. Po dwóch remisach (z Japonią 0:0 i Australią 2:2) oraz jednej porażce (0:1 z Brazylią) zakończyli oni swój udział w turnieju na fazie grupowej.

### 2008 – ćwierćfinał mistrzostw Europy
W kwalifikacjach do Euro 2008 Chorwacja grała w grupie E razem z Rosją, Anglią, Izraelem, Macedonią, Estonią i Andorą. Zajęli w niej pierwsze miejsce z dwudziestoma dziewięcioma punktami w dwunastu meczach po dziewięciu zwycięstwach, dwóch remisach i jednej porażce co pozwoliło im bezpośrednio awansować do tych mistrzostw.
W Austrii i Szwajcarii Chorwaci trafili do grupy B razem z Niemcami, współgospodarzem turnieju Austrią, oraz Polską. Zdobyli w niej komplet punktów po trzech spotkaniach (kolejno 1:0 z Austrią, 2:1 z Niemcami i 1:0 z Polską) dzięki czemu awansowali z pierwszego miejsca do następnej fazy turnieju. W ćwierćfinale trafili na reprezentację Turcji. Po regulaminowych 90 minutach spotkania było 0:0. Widzowie zgromadzeni na Stadionie Ernsta Happela w Wiedniu gole zobaczyli dopiero pod koniec drugiej części dogrywki. Najpierw do bramki strzeżonej przez Volkana Demirela trafił Ivan Klasnić, a chwilę po nim już w doliczonym czasie dogrywki wyrównał Semih Şentürk. O tym, kto zagra w półfinale decydowały więc rzuty karne, w których Turcy wygrali 3:1. Chorwacka reprezentacja odpadła tym samym z turnieju.

### 2012 – faza grupowa mistrzostw Europy
Chorwackim piłkarzom nie udało się awansować do Mistrzostw świata 2010 w RPA, zagrali oni w eliminacjach do Euro 2012 razem z Grecją, Izraelem, Łotwą, Gruzją i Maltą. Zajęli w niej drugie miejsce z dwudziestoma dwoma punktami ustępując o dwa punkty reprezentacji Grecji. W dziesięciu rozegranych spotkaniach siedmiokrotnie wygrali, raz zremisowali i dwa razy przegrali. Aby awansować, musieli więc wziąć udział w barażach. Zagrali w nich z reprezentacją Turcji Po zwycięstwie w pierwszym meczu (3:0) i remisie w spotkaniu rewanżowym (0:0) awansowali oni na mistrzostwa Europy.
Na turnieju głównym reprezentanci Chorwacji trafili do grupy C razem z Hiszpanią, Włochami, i Irlandią. Po jednym zwycięstwie (z Irlandią 3:1), jednym remisie (z Włochami 1:1) i jednej porażce (z Hiszpanią 0:1) odpadli oni z turnieju już po fazie grupowej.

### 2014 – faza grupowa mistrzostw świata
Reprezentacja Chorwacji w swojej grupie eliminacyjnej do Mistrzostw Świata 2014 w Brazylii (Belgia, Serbia, Szkocja, Walia, Macedonia) zajęła drugie miejsce z siedemnastoma punktami na koncie po pięciu zwycięstwach, dwóch remisach i trzech porażkach w dziesięciu meczach. Oznaczało to konieczność ponownej gry w barażach o awans. Chorwaci spotkali się w nich z reprezentacją Islandii. Po bezbramkowym remisie w pierwszym spotkaniu, w rewanżu padł wynik 2:0 dla Chorwacji dzięki czemu awansowali oni na turniej.
Na Mundialu 2014 Chorwaci znaleźli się w grupie A razem z gospodarzami turnieju Brazylią, Meksykiem i Kamerunem. Po jednym zwycięstwie (z Kamerunem 4:0) i dwóch porażkach (z Brazylią 1:3, oraz Meksykiem 1:3) z trzema punktami na koncie zajęli trzecie miejsce w grupie i odpadli z turnieju.

### 2016 – 1/8 finału mistrzostw Europy
W eliminacjach do Euro 2016 Chorwacja grała w grupie H razem z Włochami, Norwegią, Bułgarią, Azerbejdżanem i Maltą. Zajęli w niej drugie miejsce z dwudziestoma punktami na koncie po sześciu zwycięstwach, trzech remisach i jednej porażce (Chorwaci zostali ukarani odjęciem jednego punktu za zachowanie kibiców w meczu Chorwacja-Włochy), co pozwoliło im awansować na turniej we Francji bez konieczności rozgrywania meczów barażowych.
Na samych mistrzostwach, Chorwaci znaleźli się w grupie D razem z Hiszpanią, Turcją i Czechami. Po dwóch zwycięstwach (z Turcją 1:0 i Hiszpanią 2:1) oraz jednym remisie (z Czechami 2:2) z siedmioma punktami na koncie zajęli pierwsze miejsce w grupie i awansowali do dalszej fazy turnieju. W 1/8 finału trafili na reprezentację Portugalii. Przegrali z nią po dogrywce 0:1 i pożegnali się z turniejem.

### 2018 – Wicemistrzostwo świata
W eliminacjach do mundialu w Rosji ekipa Chorwacji grała w grupie I razem z Islandią, Ukrainą, Turcją, Finlandią i Kosowem. Zajęła w nich drugie miejsce z dwudziestoma punktami na koncie po sześciu zwycięstwach, dwóch remisach i dwóch porażkach. Oznaczało to konieczność gry w barażach o awans. Chorwaci trafili w nich na reprezentację Grecji. Zwycięstwo w dwumeczu (4:1, 0:0) pozwoliło im awansować do turnieju głównego.  
Na rosyjskim czempionacie Chorwacja grała w grupie D razem z Argentyną, Islandią oraz Nigerią. Po wygraniu wszystkich trzech spotkań (z Nigerią 2:0, Argentyną 3:0 oraz Islandią 2:1) z kompletem punktów zajęła pierwsze miejsce w grupie i awansowała do 1/8 finału. W tej fazie rozgrywek rywalem Chorwatów była reprezentacja Danii. Vatreni wygrali to spotkanie po serii rzutów karnych stosunkiem 3:2 i awansowali do ćwierćfinału w którym zmierzyli się z Rosjanami. Podobnie jak w spotkaniu z Duńczykami także w meczu z Rosją do wyłonienia zwycięzcy potrzeba była seria rzutów karnych. Chorwaci wygrali ją ostatecznie 4:3. W półfinale wygrali z Anglią 2:1 i awansowali do finału, gdzie przegrali z Francją 4:2. Kapitan drużyny Luka Modrić został uznany najlepszym piłkarzem Mundialu.

### 2020 – 1/8 finału mistrzostw Europy
W eliminacjach trafiła do grupy E gdzie mierzyła się z Walią, Słowacją, Węgrami i Azerbejdżanem. Wszystkie mecze u siebie zakończyła wygraną a na wyjeździe zremisowała dwa razy oraz przegrała i wygrała po jednym razie. Zapewniło to jej 17 punktów i awans z pierwszego miejsca w grupie jako mistrz. Co ciekawe wszystkie reprezentacje, które były w grupie z Chorwacją, z wyjątkiem Azerbejdżanu dostały się na mistrzostwa.
Jak w poprzednich latach Chorwacja trafiła do grupy D gdzie tym razem zmierzyła się z Anglią, Czechami i Szkocją. Pierwszy swój mecz z Anglią przegrali wynikiem 1:0. Z Czechami zremisowali 1:1, z czego bramka dla Czechów była z trafionego przez Schicka karnego. Na ostatnim meczu w grupie, bodaj meczu o wszystko Chorwaci pokonali Szkocję 3:1, strzelając w 17, 62 i 77. minucie, zapewniając 2. miejsce w grupie.
W 1/8 finału przyszło im się zmierzyć z Hiszpanią. W 20. minucie Hiszpanie zaliczyli gola samobójczego i Chorwacja wysunęła się na prowadzenie. Wtedy nastąpiła ostra ofensywa przeciwnika, która doprowadziła w 77. minucie do wyniku 1:3 dla Hiszpanii. Dzięki działaniom spiętych Chorwatów do końca doliczonego czasu 90+3 doprowadzić do remisu 3:3 strzelając w 85 i 92. minucie. Niestety napór Hiszpańskich zawodników okazał się zbyt silny i mecz skończył się po dogrywce wynikiem 3:5 czym Chorwacja pożegnała się z turniejem

### 2022 – brązowy medal mistrzostw świata
W eliminacjach trafiła do grupy H, gdzie rywalizowała z reprezentacjami Rosji, Słowacji, Słowenii, Cypru i Malty, w którym wygrali 7 meczów, 2 zremisowali i 1 przegrali, co dawało  pierwsze miejsce w grupie z 23 punktami i tym samym otrzymali automatyczny awans do Mistrzostw Świata.
Trafili do grupy F, gdzie zmierzyli się z Kanadą, Marokiem i Belgią. Grupę zakończyli na drugim miejscu z 5 punktami. W 1/8 finału pokonali po rzutach karnych Japonię 3:1 (po dogrywce było 1:1). W ćwierćfinale ponownie wygrali po rzutach karnych. Tym razem pokonana została jednak Brazylia 4:2 (po dogrywce 1:1). W półfinale reprezentacja Chorwacji uległa Argentynie 3:0, by w meczu o 3. miejsce pokonać 2:1 Maroko.

## Eliminacje do Mistrzostw Europy w Piłce Nożnej 2020
| Zespół      | Pkt | M | W | R | P | Br+ | Br− | +/− |
| ----------- | --- | - | - | - | - | --- | --- | --- |
| Chorwacja   | 17  | 8 | 5 | 2 | 1 | 17  | 7   | +10 |
| Walia       | 14  | 8 | 4 | 2 | 2 | 10  | 6   | +4  |
| Słowacja    | 13  | 8 | 4 | 1 | 3 | 13  | 11  | +2  |
| Węgry       | 12  | 8 | 4 | 0 | 4 | 8   | 11  | -3  |
| Azerbejdżan | 1   | 8 | 0 | 1 | 7 | 5   | 18  | -13 |

## Udział w międzynarodowych turniejach
| 1992 | Nie brała udziału, była częścią SFRJ w eliminacjach | Nie brała udziału, była częścią SFRJ w eliminacjach |
| 1996 | Nie zakwalifikowała się                             | Nie zakwalifikowała się                             |
| 2000 | Nie zakwalifikowała się                             | Nie zakwalifikowała się                             |
| 2004 | Nie zakwalifikowała się                             | Nie zakwalifikowała się                             |
| 2008 | Nie zakwalifikowała się                             | Nie zakwalifikowała się                             |
| 2012 | Nie zakwalifikowała się                             | Nie zakwalifikowała się                             |
| 2016 | Nie zakwalifikowała się                             | Nie zakwalifikowała się                             |
| 2020 | Nie zakwalifikowała się                             | Nie zakwalifikowała się                             |
| 2024 |                                                     |                                                     |
| 2028 |                                                     |                                                     |

| 1994 | Nie brała udziału       | Nie brała udziału       |
| 1998 | Awans                   | III miejsce             |
| 2002 | Awans                   | Faza grupowa            |
| 2006 | Awans                   | Faza grupowa            |
| 2010 | Nie zakwalifikowała się | Nie zakwalifikowała się |
| 2014 | Awans                   | Faza grupowa            |
| 2018 | Awans                   | II miejsce              |
| 2022 | Awans                   | III miejsce             |
| 2026 |                         |                         |

| 1992 | Nie brała udziału, była częścią SFRJ w eliminacjach | Nie brała udziału, była częścią SFRJ w eliminacjach |
| 1996 | Awans                                               | Ćwierćfinał                                         |
| 2000 | Nie zakwalifikowała się                             | Nie zakwalifikowała się                             |
| 2004 | Awans                                               | Faza grupowa                                        |
| 2008 | Awans                                               | Ćwierćfinał                                         |
| 2012 | Awans                                               | Faza grupowa                                        |
| 2016 | Awans                                               | 1/8 finału                                          |
| 2020 | Awans                                               | 1/8 finału                                          |
| 2024 | Awans                                               | Faza grupowa                                        |

## Stroje
| Okres     | Producent |
| --------- | --------- |
| 1992–2000 | Lotto     |
| 2001–     | Nike      |

### Ewolucja strojów
Stroje domowe
| 1940 | 1990 |

| 1996 | 1998 | 2002 | 2004 | 2006 | 2008 | 2010 | 2012 | 2014 | 2016 |

| 2018 | 2020 |

Stroje wyjazdowe
| 1996 | 1998 | 2002 | 2004 | 2006 | 2008 | 2010 | 2012 | 2014 | 2016 |

| 2018 | 2020 |  |

## Aktualny skład
26 osobowa kadra na Mistrzostwa Europy 2020, które odbywają się w dniach 11 czerwca 2021–11 lipca 2021. Występy i gole aktualne na 13 czerwca 2021.
| Nr         | Imię i nazwisko       | Data urodzenia      | Występy   | Gole      | Obecny klub        |
| Bramkarze  | Bramkarze             | Bramkarze           | Bramkarze | Bramkarze | Bramkarze          |
| ---------- | --------------------- | ------------------- | --------- | --------- | ------------------ |
| 1          | Dominik Livaković     | 9 stycznia 1995     | 22        | 0         | Dinamo Zagrzeb     |
| 12         | Lovre Kalinić         | 3 kwietnia 1990     | 19        | 0         | Hajduk Split       |
| 23         | Simon Sluga           | 17 marca 1993       | 3         | 0         | Luton Town         |
| Obrońcy    |                       |                     |           |           |                    |
| 2          | Šime Vrsaljko         | 10 stycznia 1992    | 50        | 0         | Atlético Madryt    |
| 3          | Borna Barišić         | 10 listopada 1992   | 20        | 1         | Rangers            |
| 5          | Duje Ćaleta-Car       | 17 września 1996    | 15        | 0         | Olympique Marsylia |
| 6          | Dejan Lovren          | 5 lipca 1989        | 64        | 4         | Zenit Petersburg   |
| 16         | Mile Škorić           | 19 czerwca 1991     | 8         | 0         | NK Osijek          |
| 21         | Domagoj Vida          | 29 kwietnia 1989    | 89        | 4         | Beşiktaş JK        |
| 22         | Josip Juranović       | 16 sierpnia 1995    | 8         | 0         | Celtic F.C.        |
| 24         | Joško Gvardiol        | 23 stycznia 2002    | 2         | 0         | RB Leipzig         |
| 25         | Domagoj Bradarić      | 10 grudnia 1999     | 4         | 0         | Lille OSC          |
| Pomocnicy  |                       |                     |           |           |                    |
| 4          | Ivan Perišić          | 2 lutego 1989       | 102       | 26        | Tottenham Hotspur  |
| 8          | Mateo Kovačić         | 6 maja 1994         | 68        | 3         | Chelsea            |
| 10         | Luka Modrić (kapitan) | 9 września 1985     | 139       | 17        | Real Madryt        |
| 11         | Marcelo Brozović      | 16 listopada 1992   | 60        | 6         | Inter Mediolan     |
| 13         | Nikola Vlašić         | 4 października 1997 | 23        | 5         | CSKA Moskwa        |
| 15         | Mario Pašalić         | 9 lutego 1995       | 26        | 3         | Atalanta BC        |
| 19         | Milan Badelj          | 25 lutego 1989      | 50        | 2         | SS Lazio           |
| 26         | Luka Ivanušec         | 26 listopada 1998   | 2         | 1         | Dinamo Zagrzeb     |
| Napastnicy |                       |                     |           |           |                    |
| 7          | Josip Brekalo         | 23 czerwca 1998     | 25        | 4         | VfL Wolfsburg      |
| 9          | Andrej Kramarić       | 19 czerwca 1991     | 55        | 14        | 1899 Hoffenheim    |
| 14         | Ante Budimir          | 22 lipca 1991       | 7         | 1         | CA Osasuna         |
| 17         | Ante Rebić            | 21 września 1993    | 36        | 3         | AC Milan           |
| 18         | Mislav Oršić          | 29 grudnia 1992     | 9         | 0         | Dinamo Zagrzeb     |
| 20         | Bruno Petković        | 16 września 1994    | 16        | 6         | Dinamo Zagrzeb     |

## Rekordziści
Kolorem niebieskim zaznaczono wciąż aktywnych piłkarzy
| Lp. | Zawodnik        | Lata gry w kadrze | Mecze | Bramki |
| --- | --------------- | ----------------- | ----- | ------ |
| 1.  | Luka Modrić     | 2006–             | 162   | 23     |
| 2.  | Darijo Srna     | 2002–2016         | 134   | 22     |
| 3.  | Ivan Perišić    | 2011–             | 123   | 33     |
| 4.  | Stipe Pletikosa | 1999–2014         | 114   | 0      |
| 5.  | Ivan Rakitić    | 2007–2019         | 106   | 15     |
| 6.  | Josip Šimunić   | 2002–2013         | 105   | 3      |
| 7.  | Ivica Olić      | 2002–2015         | 104   | 20     |
| 8.  | Vedran Ćorluka  | 2006–2018         | 103   | 4      |
| 9.  | Dario Šimić     | 1996–2008         | 100   | 3      |
| 9.  | Domagoj Vida    | 2010–             | 100   | 4      |

| Lp. | Zawodnik         | Lata gry w kadrze | Bramki | Mecze | Średnia |
| --- | ---------------- | ----------------- | ------ | ----- | ------- |
| 1.  | Davor Šuker      | 1990–2002         | 45     | 69    | 0.65    |
| 2.  | Mario Mandžukić  | 2007–2018         | 33     | 89    | 0.37    |
| 2.  | Ivan Perišić     | 2011–             | 33     | 123   | 0.27    |
| 4.  | Eduardo da Silva | 2004–2014         | 29     | 64    | 0.45    |
| 5.  | Luka Modrić      | 2006–             | 23     | 162   | 0.14    |
| 6.  | Andrej Kramarić  | 2014–             | 22     | 81    | 0.27    |
| 6.  | Darijo Srna      | 2002–2016         | 22     | 134   | 0.16    |
| 8.  | Ivica Olić       | 2002–2015         | 20     | 104   | 0.19    |
| 9.  | Niko Kranjčar    | 2004–2013         | 16     | 81    | 0.2     |
| 10. | Nikola Kalinić   | 2008–2018         | 15     | 42    | 0.36    |
| 10. | Goran Vlaović    | 1992–2002         | 15     | 52    | 0.29    |
| 10. | Ivan Rakitić     | 2007–2019         | 15     | 106   | 0.14    |

## Selekcjonerzy reprezentacji Chorwacji
- 1990–1991 –  Dražan Jerković
- 1991–1992 –  Stanko Poklepović
- 1993 –  Vlatko Marković
- 1994–2000 –  Miroslav Blažević
- 2001–2002 –  Mirko Jožić
- 2002–2004 –  Otto Barić
- 2004–2006 –  Zlatko Kranjčar
- 2006–2012 –  Slaven Bilić
- 2012–2013 –  Igor Štimac
- 2013–2015 –  Niko Kovač
- 2015–2017 –  Ante Čačić
- 2017–  Zlatko Dalić